# The Heritage at Millennium Park
The Heritage at Millennium Park je postmoderní mrakodrap v Chicagu stojící v ulici Garland Court. Má 57 podlaží a výšku 189 metrů. Výstavba probíhala v letech 2002 - 2005 podle projektu společnosti Solomon, Cordwell, Buenz. Budova disponuje prostory o celkové výměře 92 902 m2.